# Ulrike Edschmid

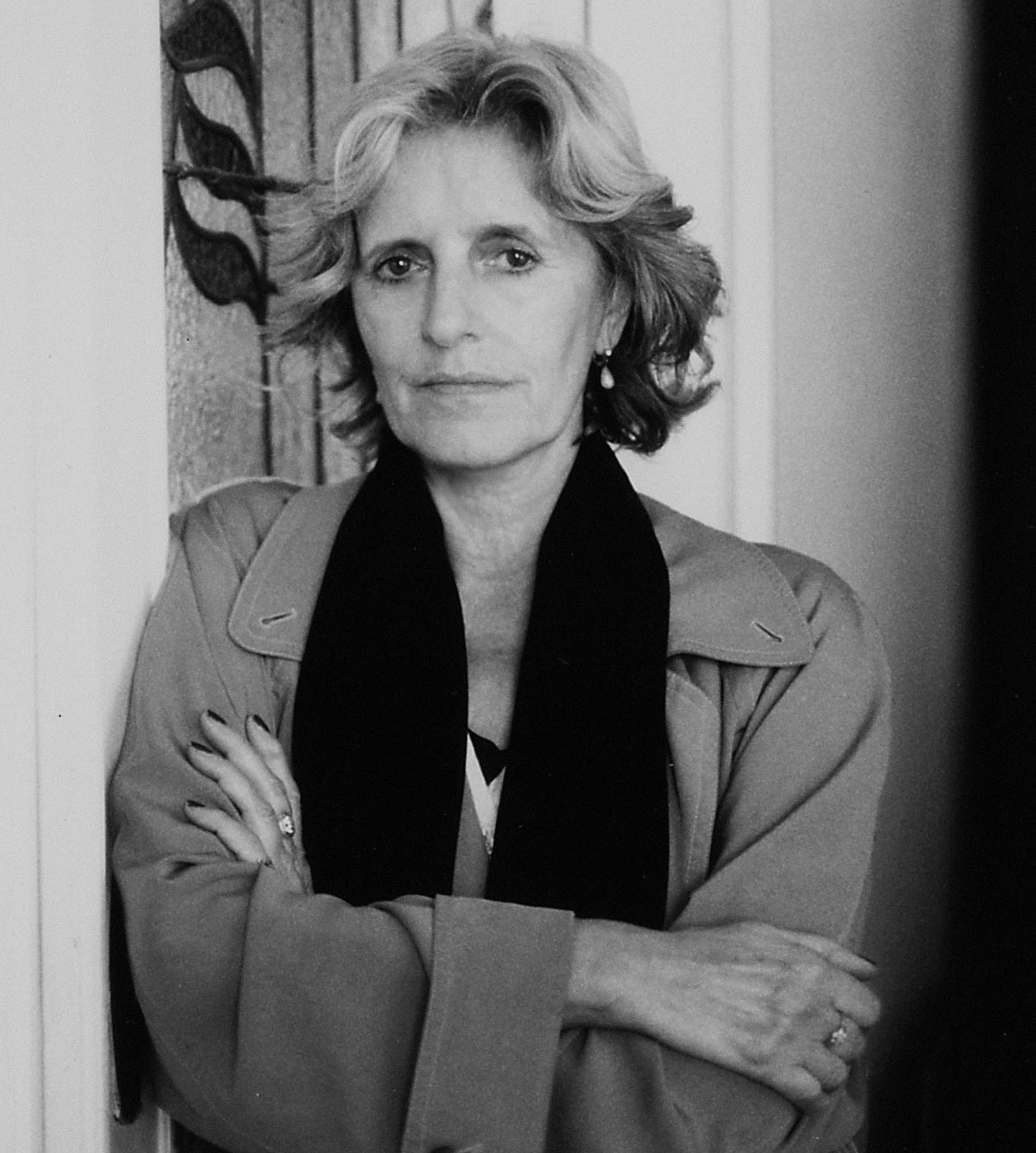
Ulrike Edschmid (2012)

Ulrike Edschmid (* 10. Juli 1940 in Berlin) ist eine deutsche Schriftstellerin und Textilkünstlerin.

## Leben
Ulrike Edschmid wuchs auf der Burg Schwarzenfels in der Rhön (Main-Kinzig-Kreis) auf, wohin ihre Mutter als Kriegswitwe mit ihr und ihrem Bruder geflüchtet war. Von dort aus besuchte sie zunächst das Ulrich-von-Hutten-Gymnasium Schlüchtern. Mitte der 1950er Jahre begann ihre Mutter ein Studium an der Pädagogischen Hochschule Jugenheim, wo sie mit ihren Kindern in einem Studentenheim lebte.
Nach dem Abitur 1960 studierte Ulrike Edschmid zunächst an der Freien Universität Berlin Literaturwissenschaft u. a. bei Wilhelm Emrich, danach an der Deutschen Film- und Fernsehakademie Berlin. Während dieser Zeit engagierte sie sich in der Studentenbewegung, war Mitbegründerin der ersten Berliner Kinderläden und arbeitete für kurze Zeit als Lehrerin. Der kurzen Ehe mit dem Schauspieler und Regisseur Enzio Edschmid entstammt der Sohn Sebastian Edschmid (* 1965).
Danach lebte sie zusammen mit ihrem Kind und dem Filmstudenten Werner Sauber in einer Wohngemeinschaft. Sauber, der Schweizer Bürger war, zum zweiten Jahrgang der Filmakademie in Berlin (dffb) gehörte und sich der „Bewegung 2. Juni“ angeschlossen hatte, erschoss 1975 bei einem Schusswechsel mit der Polizei in Köln einen Polizisten und erlag selbst dabei erlittenen Verletzungen. 2013 griff Edschmid diese Erfahrung als Romanstoff auf und schrieb das Buch Das Verschwinden des Philip S., mit dem ihr der literarische Durchbruch gelang. Nach dem Literaturkanon des Spiegel zählt das Werk zu den 100 besten Büchern der Jahre zwischen 1924 und 2024.
Ulrike Edschmid lebt in Berlin.

## Literarisches Schaffen
Nach ersten literarischen Arbeiten und Rundfunksendungen ab Mitte der 1980er Jahre bewegt sich das literarische Werk von Ulrike Edschmid an der Nahtstelle zwischen Biographie, Zeitgeschichte und Fiktion. 1999 gab sie den von ihr redigierten Briefwechsel ihres früheren Schwiegervaters Kasimir Edschmid mit dessen Lebensgefährtin, der vor den Nationalsozialisten nach England emigrierten Künstlerin und Naturwissenschaftlerin Erna Pinner, heraus, wobei sie weitere Einblicke zur Aufklärung zu den Brüchen, der Entfremdung und Sprachlosigkeit zwischen den Partnern offen lässt. Edschmid wird für die genaue Sprache ihrer weitgehend schmalen Bücher gelobt.
Für ihren Roman Das Verschwinden des Philip S. wurde Edschmid 2013 mit dem Johann-Jacob-Christoph von Grimmelshausen-Preis und dem Preis der SWR-Bestenliste sowie mit dem Johann Friedrich von Cotta-Literatur- und Übersetzerpreis der Landeshauptstadt Stuttgart 2014 ausgezeichnet. 2015 erhielt sie ein Stipendium des Berliner Senats. Im Jahr 2021 erschien Edschmids Roman Levys Testament. Darin erzählt sie von einem Engländer polnisch-jüdischer Herkunft auf der „Suche nach seiner Identität“ im Nachkriegs-Großbritannien. Auch dieses Buch wurde sehr gelobt. Im Mai 2022 wurde Edschmid der neu gefasste Günter-Grass-Preis der Hansestadt Lübeck zuerkannt. Die NZZ lobt bezüglich des 2024 erschienenen Romans Die letzte Patientin wieder den Rhythmus der Sätze, der einer pochenden Uhr ähnle; Edschmid habe erneut einen Text vorgelegt, „dessen enorme Brillanz in der Verknappung liegt.“

## Werke
- Diesseits des Schreibtischs. Lebensgeschichten von Frauen schreibender Männer. Luchterhand, Frankfurt am Main 1990, ISBN 3-630-61908-8.
- Verletzte Grenzen. Zwei Frauen, zwei Lebensgeschichten. Luchterhand, Hamburg 1992; Fischer Taschenbuch, Frankfurt am Main 1996, ISBN 3-596-13034-4.
- „Wir wollen nicht mehr darüber reden…“. Erna Pinner und Kasimir Edschmid. Eine Geschichte in Briefen. Luchterhand, München 1999, ISBN 3-630-87027-9.
- Frau mit Waffe. Zwei Geschichten aus terroristischen Zeiten. Rowohlt Berlin, Berlin 1996; Suhrkamp, Frankfurt am Main 2001, ISBN 3-518-39807-5.
- Nach dem Gewitter. Suhrkamp, Frankfurt am Main 2003, ISBN 3-518-39981-0.
- Die Liebhaber meiner Mutter. Insel, Frankfurt am Main 2006, ISBN 3-458-17308-0.
- Das Verschwinden des Philip S. Suhrkamp, Berlin 2013, ISBN 978-3-518-42349-3.[13][14][15]
  - Bühnenfassung: Stephan Roppel. UA: Theater an der Winkelwiese, Zürich 2015.[16]
- Ein Mann, der fällt. Roman. Suhrkamp Verlag, Berlin 2017, ISBN 978-3-518-42581-7.[17][18][19][20][21]
- Levys Testament. Suhrkamp, Berlin 2021, ISBN 978-3-518-42974-7.
- Die letzte Patientin. Suhrkamp, Berlin 2024, ISBN 978-3-518-78097-8.